# Speiserübe
Die Speiserübe (Brassica rapa subsp. rapa) ist eine Unterart innerhalb der Familie der Kreuzblütengewächse (Brassicaceae). Formen davon sind die Mairübe, Teltower Rübchen, Pfatterer Rübe, Gatower Kugel, Herbstrübe und die nahe verwandte Bayerische Rübe. Sie ist von den Kohl- oder Steckrüben (Brassica napus subsp. napobrassica; auch: Brassica napus subsp. rapifera) zu unterscheiden.

## Beschreibung
Die Speiserübe ist eine zweijährige krautige Pflanze. Sie bildet aus der Wurzel und dem Hypokotyl eine Rübe. Form und Farbe der Rübe sind variabel: die Form reicht von abgeplattet-rundlich bis zu lang kegelförmig, die Farbe kann außen schwarz, grau, weiß oder gelb sein, im oberen Teil der Rübe auch grün oder violett. Innen ist die Rübe weiß oder gelblich.
Die Laubblätter bilden zuerst eine lockere Rosette, da die Blätter direkt auf der Rübe sitzen, bildet diese keinen erkennbaren „Hals“. Zur Blütezeit entwickelt sich dann ein beblätterter, verzweigter Stängel. Die unteren Stängelblätter sind gestielt. Die Blattspreiten sind fiederschnittig und kurz borstig behaart.

## Verwendung
Die Speiserübe wird als Gemüse und als Viehfutter verwendet. Seltener ist eine Nutzung der jungen Blätter als Blattgemüse. Die Rüben können roh oder gegart verwendet werden, sie werden auch zu Sauerrüben eingesäuert.
Die Entwicklung der Rübe erfolgt rasch, so dass es möglich ist, die Speiserübe noch nach der Getreideernte zu säen und bis zum Herbst erntefähige Pflanzen zu erhalten (daher die Bezeichnungen Stoppelrübe, Herbstrübe). Im zeitigen Frühjahr ausgesät, ist eine Ernte im Mai möglich (Mairübe). Der Anbau ist sowohl in gemäßigtem Klima möglich als auch in tropischen Höhenlagen. Einige Sorten können schon 50 Tage nach der Aussaat geerntet werden, andere benötigen bis zu 100 Tage. Auch gibt es Sorten, die im Herbst gesät werden, überwintern und dann im Frühjahr geerntet werden.
| Nährwertangaben pro 100 g essbare Substanz, frisch | Wasser | Brennwert        | Kohlen- hydrate | Eiweiß | Fett   | Ballast- stoffe | Vitamin A | Vit. C | Vit. B1 | Vit. B2 | Vit. B3 | Ca     | P     | K      | Na    | Mg    | Fe     |
| Rübe                                               | 91,5 % | 125 kJ (30 kcal) | 6,6 g           | 1,00 g | 0,19 g | 0,90 g          | Spuren    | 30 mg  | 0,05 mg | 0,06 mg | 6 mg    | 39 mg  | 32 mg | 207 mg | 50 mg | 15 mg | 0,5 mg |
| Blätter                                            | 90,5 % | 117 kJ (28 kcal) | 5,2 g           | 2,1 g  | 0,35 g | 0,80 g          | 5740 IE   | 93 mg  | 0,14 mg | 0,33 mg | 0,8 mg  | 224 mg | 66 mg | 309 mg | 32 mg | 45 mg | 1,5 mg |

## Geschichte

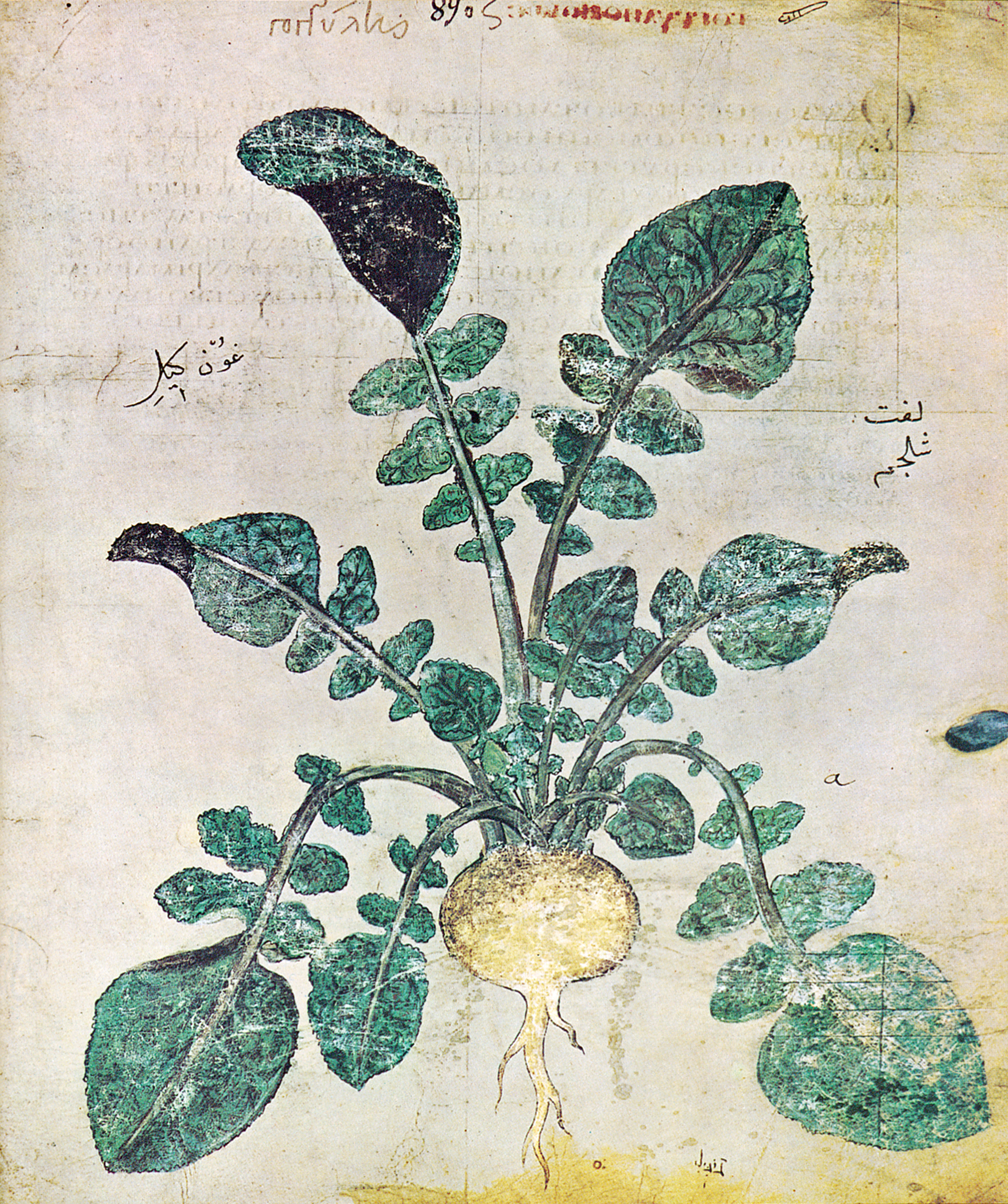
Pflanzenbild der „Weißen Rübe“ im Wiener Dioskurides, fol. 89r (um 512)

Die Speiserübe könnte im östlichen Afghanistan und westlichen Pakistan entstanden sein, auch der Mittelmeerraum kommt als Herkunftsgebiet in Frage. Frühe Verbreitung fand sie in Kleinasien, den Römern und Griechen war sie schon in vorchristlicher Zeit bekannt, frühe Erwähnungen der Speiserübe findet man in griechischen und römischen Texten. Im Wiener Dioskurides gibt es eine farbige Abbildung, die eine weiße, runde Rübe zeigt mit fiederspaltigen, am Ende breit abgerundeten Blättern. Auch im Mittelalter und in den Kräuterbüchern der Renaissance findet man die Speiserübe. Archäologische Nachweise der Samen werden dadurch erschwert, dass der sehr ähnliche Wilde Rübsen (Brassica rapa ssp. campestris) verbreitet als Ackerunkraut vorkam. Auch in Indien und China wurde die Speiserübe schon früh kultiviert.

## Systematik
Die Speiserübe wird als Unterart des Rübsen (Brassica rapa) angesehen. Einige Autoren trennen die Speiserübe auch als eigene Art ab. Da die Speiserübe sehr variabel ist, wurde sie unter zahlreichen wissenschaftlichen Namen beschrieben. Zentren der Vielfalt sind das westliche Europa und Zentralasien, aus Afghanistan werden einige ursprünglich erscheinende Formen beschrieben. Eine Form der Speiserübe ist „Italian kale“ oder „Seven-top turnip“ (früher als Brassica rapa var. septiceps oder Brassica septiceps geführt), von der die jungen Blätter verwendet werden.